# Dave Mullins
Dave Mullins é um cineasta estadunidense. Foi indicado ao Oscar de melhor curta-metragem de animação na edição de 2018 pelo trabalho na obra Lou, ao lado de Dana Murray.

## Filmografia
- 2017: Incredibles 2
- 2017: Lou
- 2017: Coco
- 2017: Cars 3
- 2015: The Good Dinosaur
- 2015: Inside Out
- 2012: Brave
- 2011: Cars 2
- 2009: Up
- 2007: Ratatouille
- 2006: Mater and the Ghostlight
- 2006: Cars
- 2005: One Man Band
- 2004: The Incredibles
- 2003: Finding Nemo
- 2001: Monsters, Inc.
- 1999: Fantasia 2000
- 1999: Stuart Little
- 1998: Mighty Joe Young
- 1998: Björk: Hunter
- 1996: Alien Trilogy
- 1994: Thunder in Paradise

## Prêmios e indicações
- 2018: Oscar de melhor curta-metragem de animação
- 2018: Golden Gate do Festival Internacional de Cinema de San Francisco
- 2018: Grande Júri do South by Southwest (SXSW)